# Klavs Birkholm
Klavs Birkholm (født 1947) er en dansk journalist, etiker og kulturkritiker. Han er i øjeblikket direktør for tænketanken TeknoEtik og adjungeret lektor ved Aalborg Universitet. Birkholm var 2003-2011 medlem af Det Etiske Råd og her bl.a. formand for to arbejdsgrupper om opgradering af mennesket – dels med intelligente teknologier, dels med adfærds- og følelsesregulerende medicin.I 2011-14 deltog han (som ekstern lektor) i opbygningen af den nye disciplin Tekno-Antropologi ved Aalborg Universitet. Birkholm er fremdeles aktiv i den etiske debat, dels som foredragsholder, dels som skribent i aviser og tidsskrifter.
I 1992 blev Birkholm udenrigsredaktør ved Dagbladet Information, hvor han indgik i den redaktionelle ledelse og fra 1995 overtog posten som weekendredaktør, inden han i 1997 vendte tilbage til Danmarks Radio som studievært og programredaktør. Her blev han især kendt for P1-magasinet Agenda, som dengang var et forsøg på at registrere tendenser i samfund og kultur, før nogen andre i dansk presse. Han forlod DR i 2007 i protest mod ledelsesforholdene.
I Etisk Råd engagerede han sig bl.a. i sager om elektronisk behandling af fedme og ADHD, hvor han påpegede etiske problemer i forskningen og formidlingen af forskningsresultater.
I 2011 kom det frem, at Birkholm blev vraget som potentielt medlem af Værdikommissionen på grund af modvilje fra Karin Nødgaard fra Dansk Folkeparti, der fandt, at Birkholms fortid som medlem af VS var et problem.

## Udvalgt bibliografi

### Bøger
- Politiske smuler, 2018. København: Jensen&Dalgaard
- De skjulte algoritmer, 2018. København: Djøf Forlag (Klavs Birkholm og Niels Frølich, red.)
- Efter Mennesket: på vej mod homo artefakt, 2015. København: Samfundslitteratur
- Demokratiet i Lasten (m/ Erik Sigsgaard og Preben Wilhjelm), 1984. København: Tiderne Skifter

### Kapitler i bøger
- "Human Enhancement as Techno-Anthropology par Excellence" i: Børsen & Botin, What is Techno-Anthropology, 2013. Aalborg: Aalborg University Press
- "(Aner man) Etisk uråd?" i: Kappel & Lykkeskov, Etik i Tiden: 20 år med Det Etiske Råd. 2007. København, Det Etiske Råd
- "Det er nærvær alt sammen" i: Mikkelsen & Thomsen, Hvor blev det grundtvigske af? 2004. Aarhus: Aros Forlag
- "Det Skjulte Europa: Religionernes rolle ved kontinentets deling og heling" i: Sørensen, Europa: nation - union. 1992. København: Forlaget Fremad

### Artikler[6]
- "Den Anden Oplysningstid", KlavsBirkholm.dk januar 2017
- "Ikke ligefrem noget lysthus", Social Kritik 147, oktober 2016
- "Teknik, Menneske, Ansvar" (m/ Tom Børsen), WeekendAvisen juni 2012
- "Forretningsmanden. Om erhvervet mening og erhvervets mening", WeekendAvisen december 2011
- "Det sårbare samfund", WeekendAvisen januar 2011